# Basandere
Basandere (en euskera: "Señora de los Bosques") es un ser de la mitología vasca, la versión femenina del basajaun. También es conocida como Basa-Andre. Se dice que se les puede encontrar a la entrada de las cuevas. 
Según la leyenda, a la entrada de la cueva situada en la cima del monte Mondarrain una basandere suele peinar su melena con un peine de oro.
- Datos: Q12254818